# Hôtel Lepas-Dubuisson
Pour les articles homonymes, voir Lepa (homonymie).
L'hôtel Lepas-Dubuisson est un ensemble comprenant un immeuble sur rue et un hôtel particulier situé 151 bis rue Saint-Jacques, dans le 5e arrondissement de Paris.

## Histoire
Cet ensemble est édifié sur un terrain dépendant de l’ancienne porte Saint-Jacques supprimée en 1684, vendu par la Ville de Paris en 1717 à l’architecte Claude-Nicolas Lepas-Dubuisson. L’architecte ayant fait faillite, l’immeuble en cours de construction est acquis  sur saisie en 1727 et achevé par Nicolas Le Camus, ancien major des gardes de la Ville, père de l’architecte Nicolas Le Camus de Mézières et d’Antoine Le Camus, doyen de la faculté de médecine.

## Architecture et décors
L’ensemble comprend une maison sur rue destinée à la location (2 locaux commerciaux au rez-de-chaussée, appartements dans les étages) et un hôtel entre cour et jardin, celui-ci s’étendant jusqu'à l’arrière de la Mairie du 5e arrondissement.
L’immeuble sur rue est orné de mascarons côté rue et côté cour. Celui de la fenêtre centrale du premier étage figure un Appolon juvénile. Le passage cocher conduisant dans la petite cour pavée est surmonté d’un balcon soutenu par des consoles sculptées et orné d’une grille aux chiffres de Nicolas Le Camus (NC) et de son épouse Geneviève Carbonnet (GC).
Les façades de l’hôtel entre cour et jardin sont également ornées de mascarons.
L’intérieur comprend un escalier avec rampe en fer forgé Régence et des boiseries d’origine.
Un balcon porté par quatre consoles à décor de mascarons et de feuillage orne la façade sur jardin
.
La margelle d'un puits de grande profondeur, l’immeuble étant situé au sommet de la Montagne Sainte-Geneviève, se situe dans la cour.

Hôtel Lepas-Dubuisson
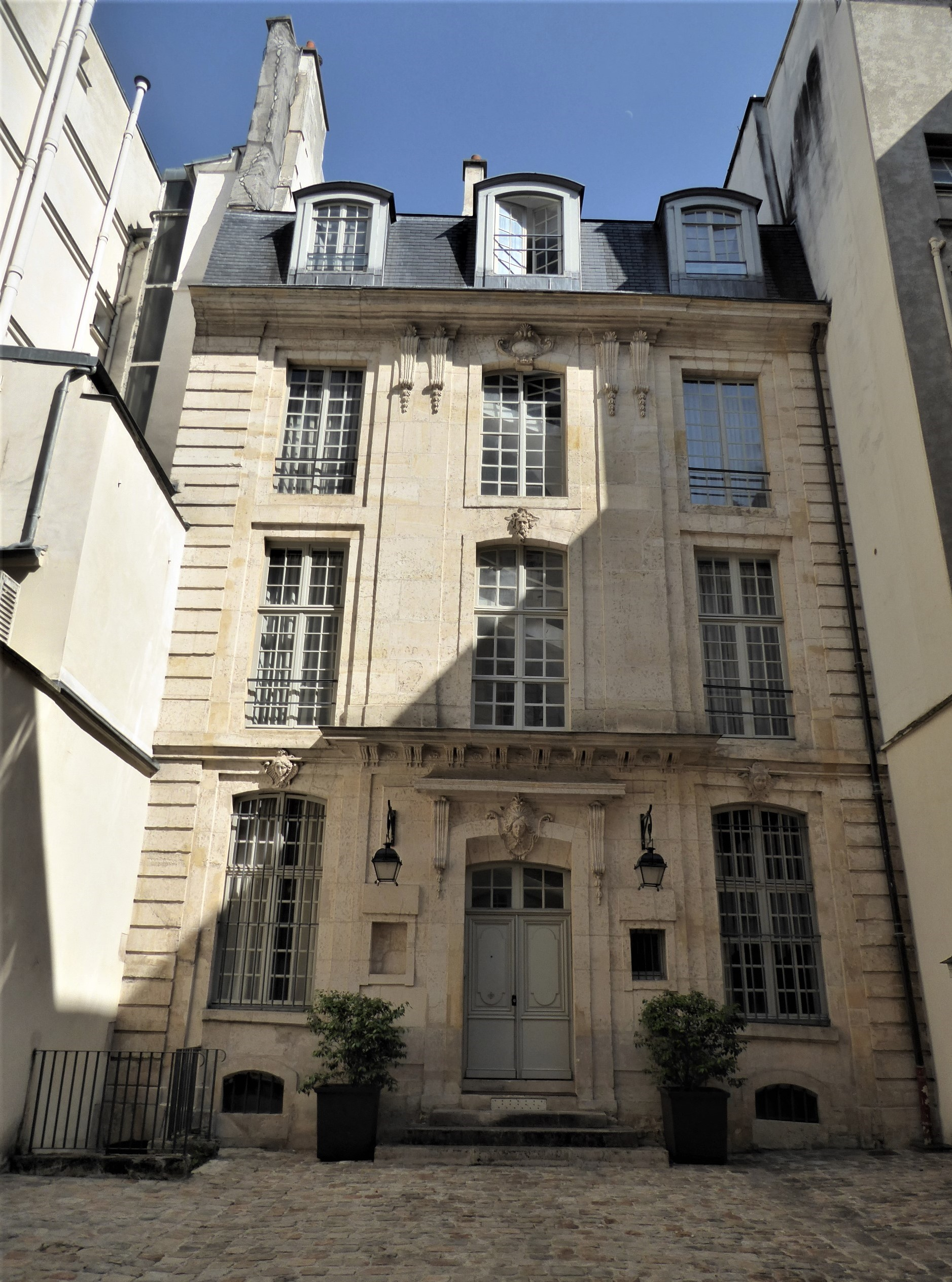
Façade sur cour de l'hôtel.
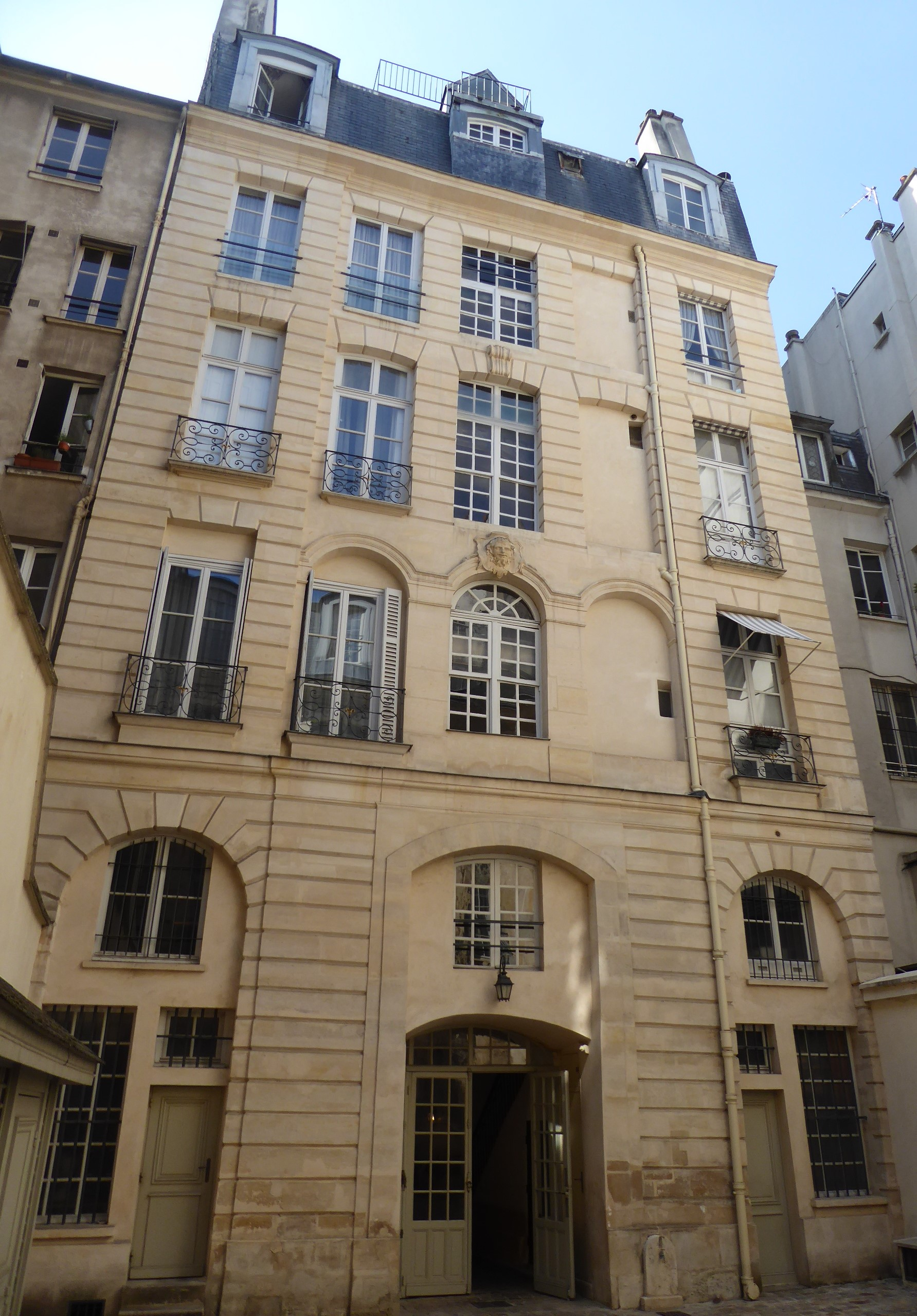
Immeuble sur rue vu de la cour.
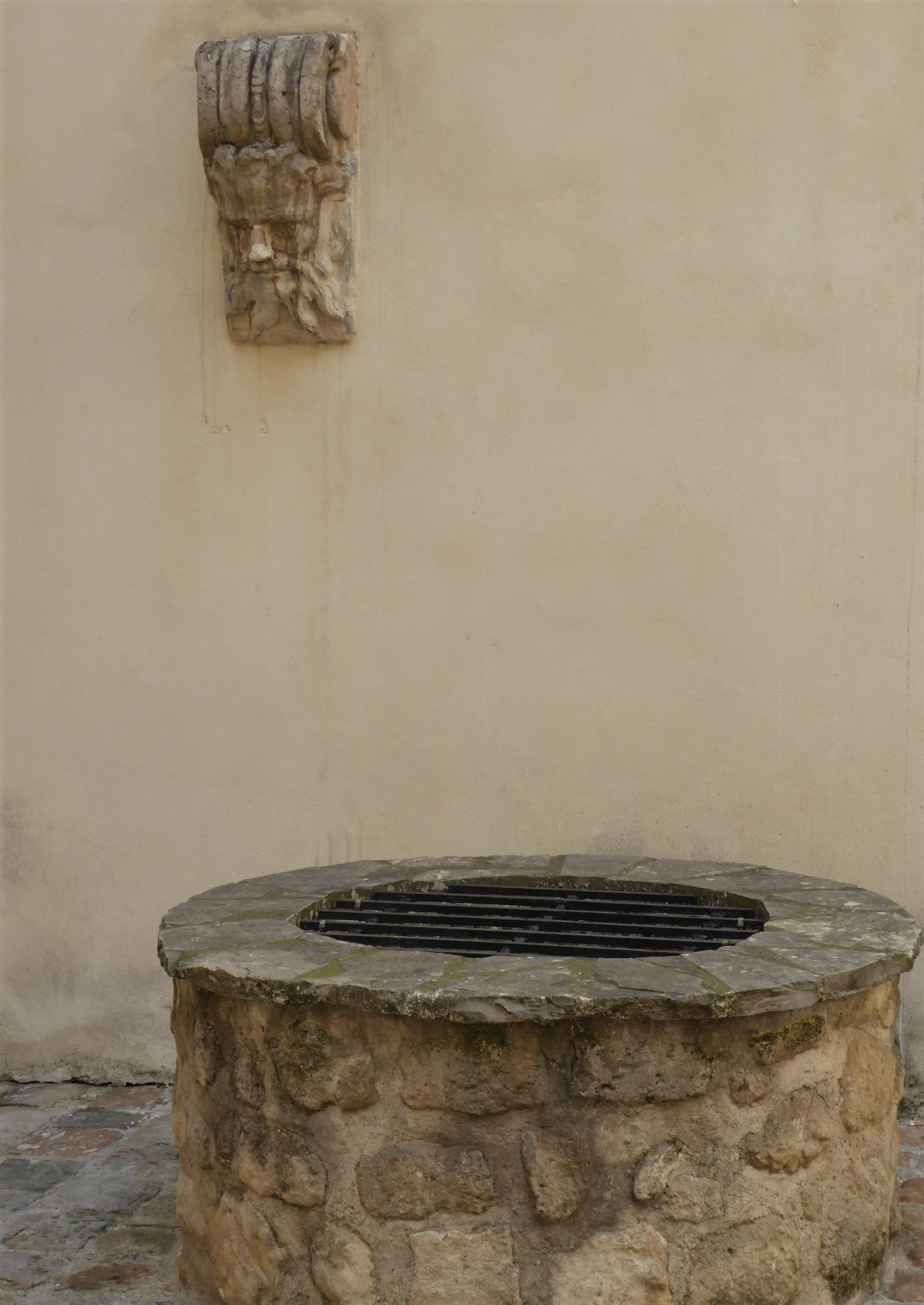
Puits dans la cour.

Mascarons de l’hôtel Lepas-Dubuisson
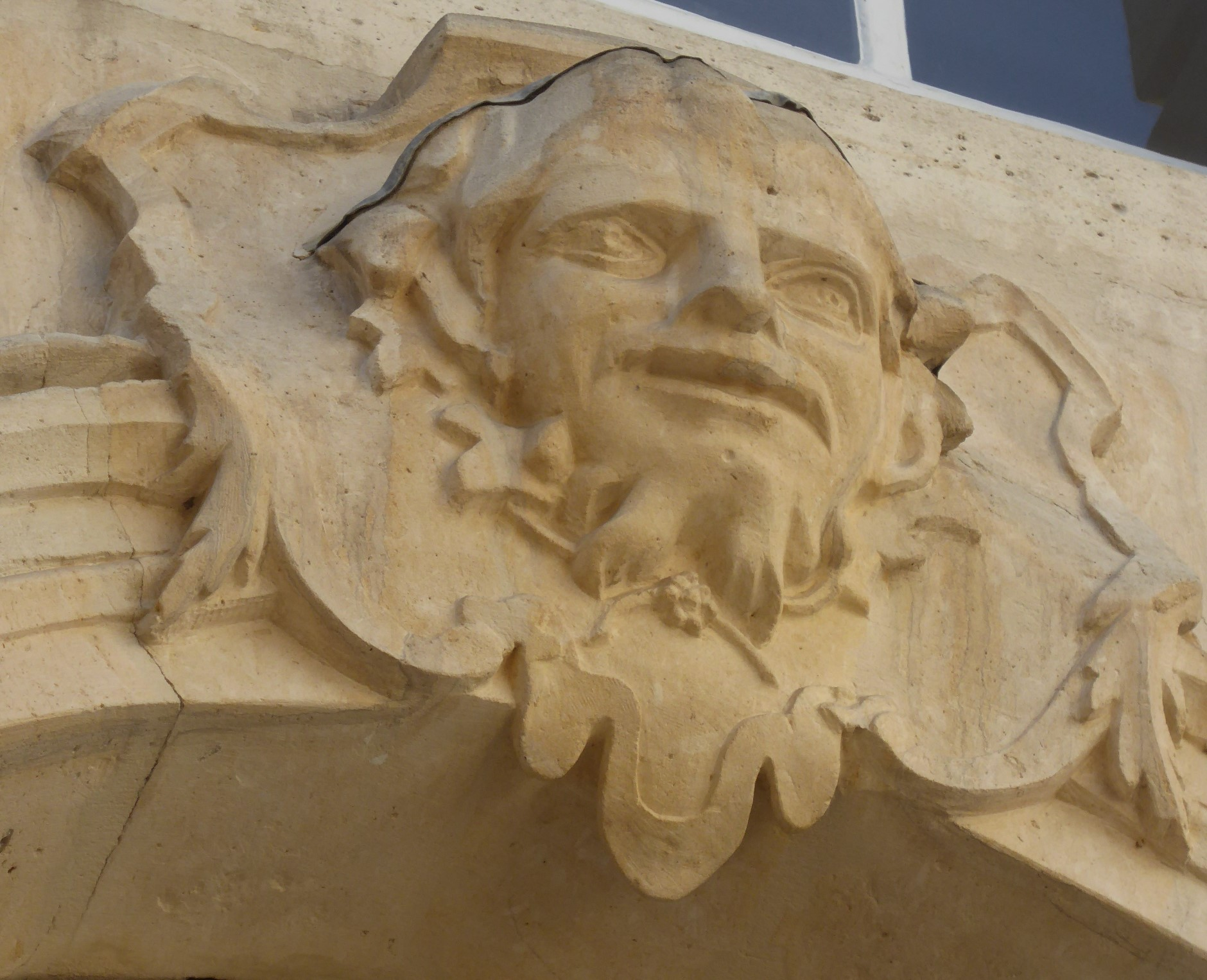
Mascaron sur maison côté cour.
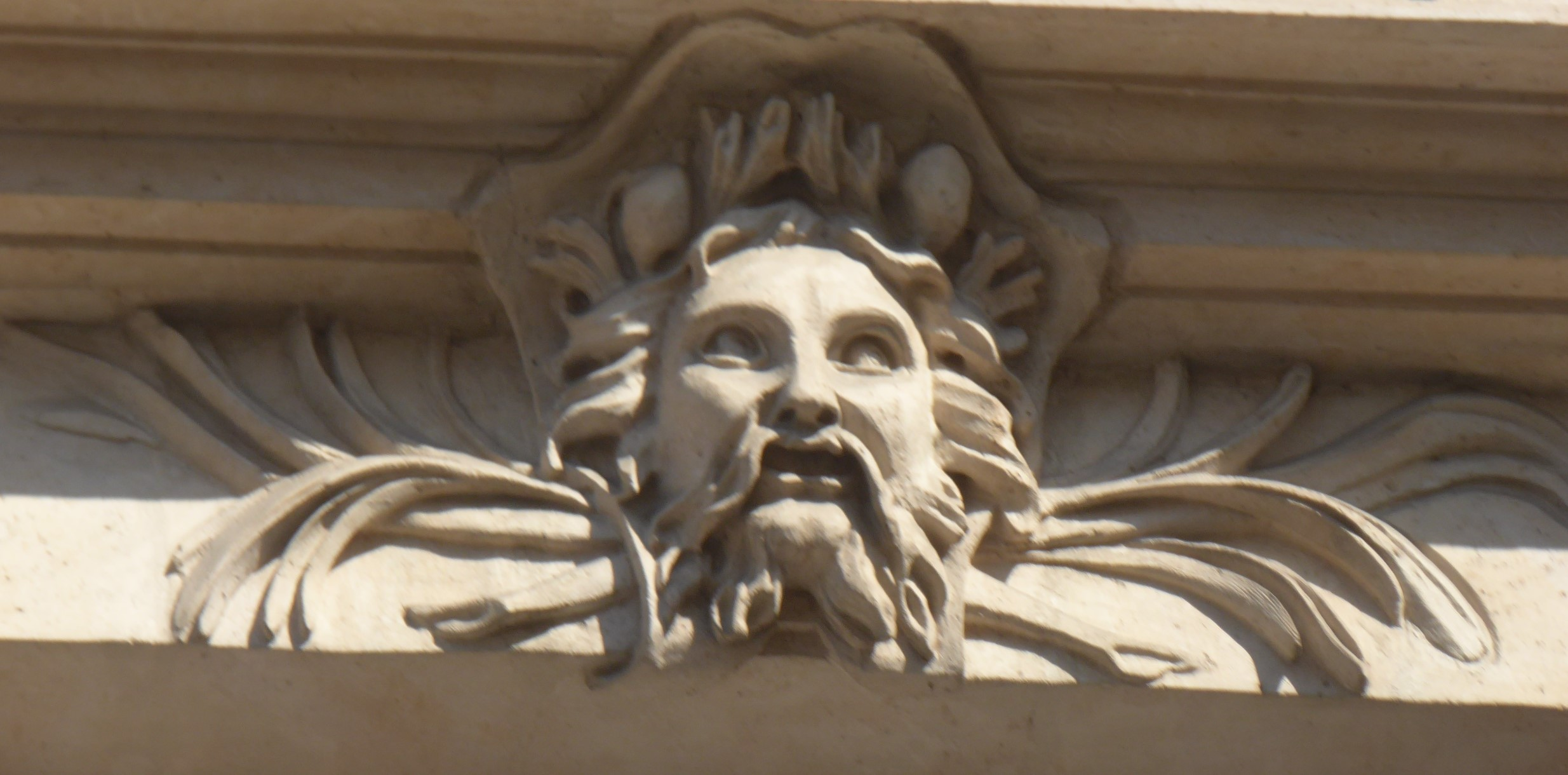
Mascaron sur façade sur rue.
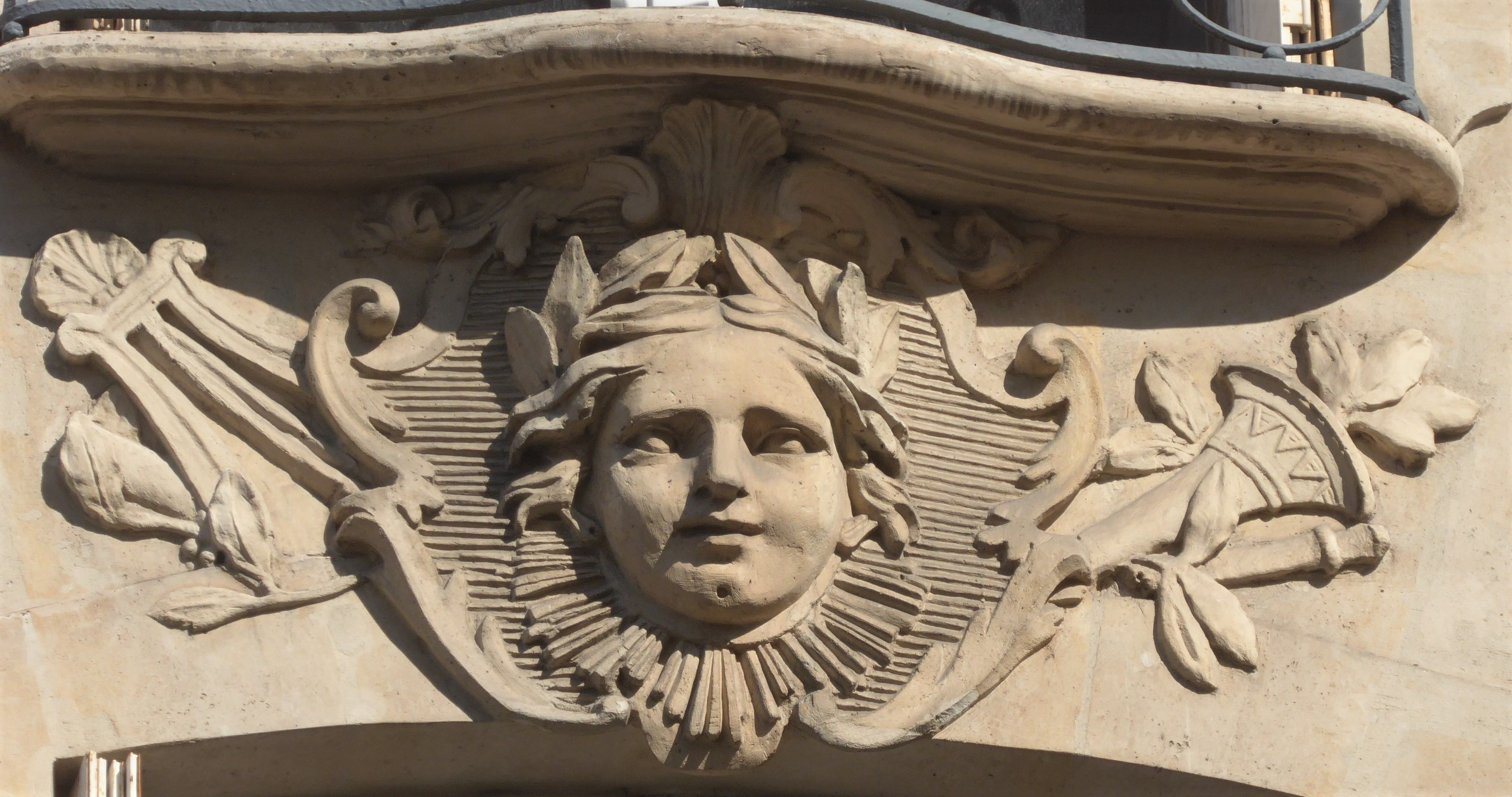
Autre mascaron sur rue.